# Doppelkammergrab von St Elvis

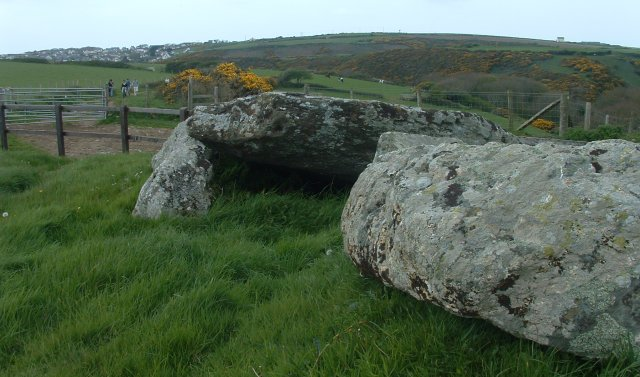
Doppelkammergrab von St Elvis

Das Nordwest-Südost orientierte Doppelkammergrab von St Elvis (auch St Aelbyw's) liegt nahe der St Elvis Farm, östlich von Solva und St Davids in Pembrokeshire in Wales.

## Beschreibung
Vom beschädigten Kammergrab (englisch chambered tomb) sind zwei Decksteine erhalten geblieben, jeder von zwei Tragsteinen gestützt. Der größere Deckstein liegt über der östlichen Kammer und misst 3,7 × 3,1 m. Ein Seitenstein wurde als Torpfosten benutzt, und andere große Wandsteine sind ebenfalls aus den beiden Kammern entfernt worden.
Der Name des Heiligen war ursprünglich Ailbe (Ailfwy, Elfyw, Elfeis, Elvis, Elouis). Er starb zwischen 527 und 531 n. Chr. und war der Neffe von Saint Non, der Mutter von St David. Auf der St Elvis Farm gibt es die St Aelbyw’s Well (Quelle), einen ehemaligen Wallfahrtsort.

Doppelkammergrab von St Elvis
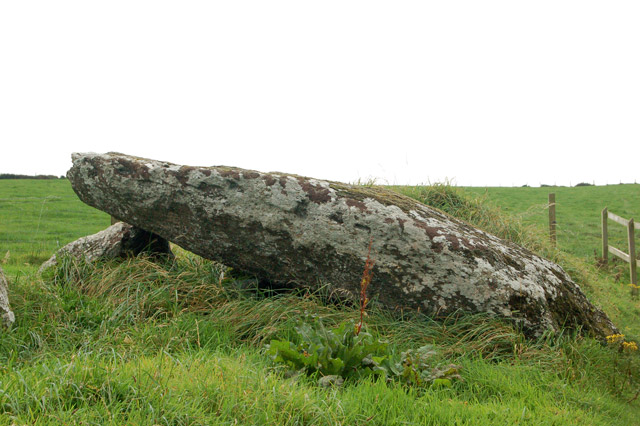
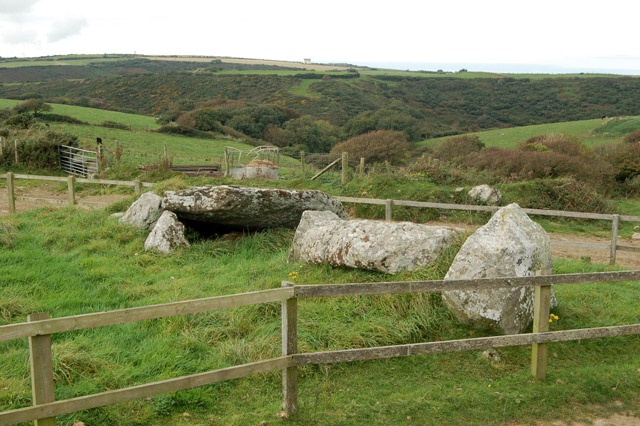
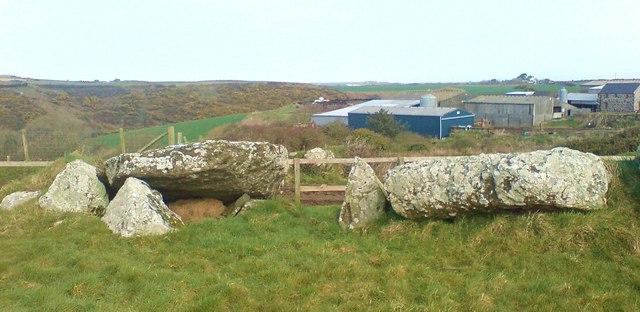
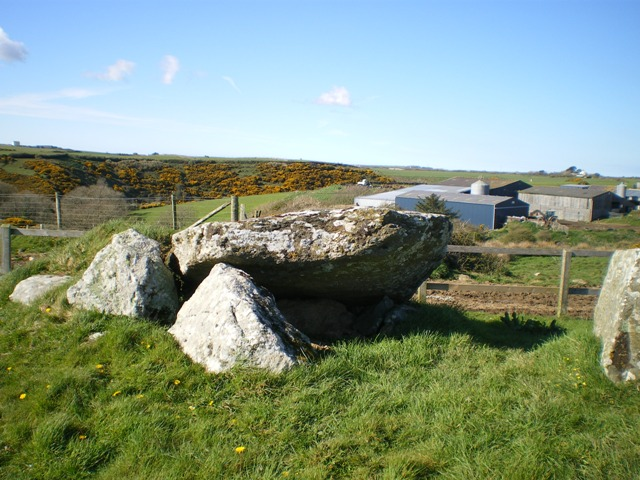